# Лиман Голый
Лима́н Го́лый (устар. Гашун-Амта) — солёное озеро (лиман) в России, в Приютненском районе Калмыкии. Расположено в центральной части Кумо-Манычской впадины, восточнее села Приютное. Является частью Манычской озёрной группы.
Высота над уровнем моря — 19,6 м.
Площадь поверхности — 4,65 км².
Климат в районе расположения озера: умеренно континентальный. Зима преимущественно облачная, умеренно холодная, относительно многоснежная. Лето тёплое, малооблачное. Для Приманычья характерно устойчивое проявление не только засушливого, но и суховейно-засушливого типа погоды. Средняя температура воздуха весной составляет +7-9 °C, летом +21-24 °C, осенью +7-11 °C, зимой −8-9 °C. Среднегодовая температура около +8-9 °C. Количество осадков колеблется от 300 до 400 мм. Преобладают ветра восточные, юго-восточные, реже западные. Почвы — светло-каштановые солонцеватые и солончаковые и солонцы (автоморфные)